# باتي رينولدز
باتي رينولدز (بالإنجليزية: Patti Reynolds)‏ هي بلاي ميت وعارضة أمريكية، ولدت في 28 مايو 1948 في شيكاغو في الولايات المتحدة.